# Haka pei
Le haka pei est une pratique traditionnelle de l'Ile de Pâques propre au festival tapati. Par certains aspects tels que le courage, cette activité est assimilée à un sport.

## Description

### Préparation
Les concurrents choisissent les troncs de bananiers en faisant en sorte qu'ils soient solides et épais afin de supporter le poids du concurrent et la friction avec l'herbe. Ensuite, ils les transportent à la base de la colline et les laissent quelques jours pour que les troncs absorbent l'énergie de l'endroit. Avant l'épreuve, les troncs sont montés en haut de la colline avec l'aide d'une poulie, sont taillés avec une machette puis sont liés avec des cordes et des piquets. La veille, les concurrents participants pour la première fois se rendent à l'église de Santa Cruz pour prier. Avant le départ, les concurrents se mettent en cercle et prient maké maké (divinité de l'île de Pâques) pour obtenir le mana (pouvoir spirituel) qui les protège, un umu tahu (curanto local) honore les ancêtres ayant pratiqués le haka pei et béni les concurrents actuels.

### Déroulement
Le haka pei se déroule sur la colline Maunga Pu'i durant le festival tapati. Les concurrents doivent descendre la colline sur deux troncs de bananiers liés entre eux, le but étant d'arriver le plus loin en étant le plus rapide. La colline mesure 120 mètres et est inclinée à 45°, la descente se fait sur environ 300 mètres et les concurrents peuvent atteindre 80 km/h. Ils sont vêtus d'un hami (pagne) et de takona (peinture traditionnel utilisant le ki'ea, pigment naturel). Durant l'épreuve, les spectateurs mangent un umu tahu.

## Origine
Ce sport a pour origine un ancien rite dans lequel les jeunes prouvaient leur courage et leur maturité en effectuant le haka pei, ceux qui y parvenaient pouvaient devenir matato'a (guerrier). Ce rite représentait la transition de l'enfance à l'âge adulte. Une autre version croit que le haka pei faisait partie de l'entrainement des guerriers afin de devenir courageux pour combattre les autres clans de l'île.

## Variante
Certains pratique le haka pei tandem qui consiste à descendre à deux sur les troncs, ce qui double le poids et augmente la vitesse.

## Risques
Le haka pei est un sport dangereux, seuls une vingtaine de rapa nui prennent le risque d'y participer. Il y a régulièrement des accidents, Uri Pate, la légende du haka pei, s'est blessé grièvement lors de l'édition du festival tapati 2016 et a été amené à l’hôpital de Hanga Roa puis à Santiago, le risque d'incendie est aussi présent. À la suite de ces accidents, certains habitants se demandent s'il ne faudrait pas supprimer cette épreuve du festival mais cela n'est pas prévu. Au contraire, Uri Pate et d'autres champions apprennent aux jeunes ce sport lors de la journée linguistique rapanui.

## Autres
Le groupe Matato'a a consacré une chanson de leur album Tatoo au haka pei.